# Obsidian (software)
Obsidian è una base di conoscenza personale e un software per prendere appunti che utilizza file Markdown. Consente agli utenti di creare collegamenti all'interno delle note e di visualizzare le connessioni create sotto forma di grafo. È pensato per aiutare l'utente a organizzare e strutturare i propri pensieri e conoscenze in modo flessibile e non lineare.
Obsidian è gratuito, con licenze commerciali disponibili a pagamento.

## Storia
Obsidian è stato realizzato da Shida Li ed Erica Xu durante la quarantena causata dalla pandemia di COVID-19.
Li e Xu, che si erano conosciuti mentre studiavano all'Università di Waterloo, avevano precedentemente collaborato a diversi progetti di sviluppo. La prima release di Obsidian è datata 30 marzo 2020. La release 1.0.0 è di ottobre 2022. La versione 1.1, che aggiunge il plugin principale Canvas, è di dicembre 2022.

## Caratteristiche
Obsidian è costruito su Electron. È un'applicazione multipiattaforma utilizzabile su Windows, Linux e macOS, nonché su Android e iOS. Non esiste una versione web del software. Obsidian può essere personalizzato aggiungendo plugin, accessibili anche dall'app mobile, che consentono agli utenti di estendere le funzionalità del software di integrarlo con altri strumenti. Obsidian fa una distinzione tra plugin principali, che vengono rilasciati e gestiti dal team Obsidian, e plugin della community, che vengono forniti dagli utenti. Esempi di plugin della community includono una task board in stile Kanban e un widget del calendario.
Obsidian opera su una cartella di documenti di testo chiamata Vault; ogni nuova nota genera un file di testo e tutti i file possono essere cercati dall'interno dell'app. Obsidian consente il collegamento interno tra le note e in una sezione dedicata mostra un grafo interattivo che visualizza tali relazioni. La formattazione del testo avviene tramite Markdown, ma Obsidian fornisce istantaneamente un'anteprima del testo formattato.
Una delle caratteristiche più apprezzate di Obsidian è senza dubbio la privacy offerta. Essendo un software che memorizza le note direttamente sul dispositivo locale, è possibile accedervi in qualsiasi momento, anche offline, senza dipendere da connessioni internet o da server remoti. Questo garantisce la massima riservatezza, poiché nessun altro, a parte l'utente, può leggere o accedere alle proprie note. Un altro vantaggio è l'utilizzo di file aperti (markdown) e non proprietari da parte di Obsidian. Questo permette di preservare i dati a lungo termine, senza essere vincolati a un determinato software. Le note create con Obsidian possono essere esportate e utilizzate anche con altri programmi, assicurando la portabilità e la flessibilità dei contenuti nel tempo, indipendentemente dall'evoluzione del software stesso.
L'assistenza clienti è raggiungibile solo via e-mail. Gli sviluppatori, tuttavia, hanno ospitato un forum e un canale Discord dove gli utenti possono scambiarsi soluzioni e idee.

## Obsidian Sync
Obsidian Sync è una soluzione di sincronizzazione delle note tra dispositivi offerta su abbonamento. Include crittografia end-to-end, cronologia delle versioni e funziona su tutti i dispositivi.